# ダイナスティゴルフクラブ北広島
ダイナスティゴルフクラブ北広島（Dynasty Golf Club）は、北海道北広島市に所在するゴルフ場。（旧：札幌後楽園カントリークラブ→セントレジャーゴルフクラブ札幌）

株式会社ダイナスティリゾートが運営するゴルフ場で、道内に「ダイナスティゴルフクラブ有明」を所有する。

## コース概要
コース規模
27 H / RT 9306 Y / P 108
面積
185万㎡
コースレート
BT 70.0
グリーン
ペンクロスベント
設計者
ピーター・トムソン
所属プロ
なし
ドラコンホール
あかしやコースHOLE9／しらかばコースHOLE8／らいらっくコースHOLE9
ニアピンホール
あかしやコースHOLE6／しらかばコースHOLE2／らいらっくコースHOLE5
ドラタンホール
あかしやコースHOLE2／しらかばコースHOLE4／らいらっくコースHOLE6

## 沿革
- 1972年（昭和47年）9月20日「株式会社後楽園スタヂアム」（現株式会社東京ドーム）の北海道のレジャー施設の子会社「株式会社北海道後楽園」が経営の下、「札幌後楽園カントリークラブ」としてオープン。
- 1981年（昭和56年）7月30日～8月2日 第49回日本プロゴルフ選手権大会開催。（らいらっく・しらかばコース使用）青木功が通算11アンダー、277ストロークで優勝。自身8年ぶり2度目の大会制覇。
- 2007年（平成19年）5月31日経営母体の「株式会社東京ドーム」が「株式会社北海道後楽園」（後楽園北広島スキー場・ゴルフ場）をセントレジャー・グループに売却[1]。
- 2008年（平成20年）「セントレジャーゴルフクラブ札幌」として再オープン。
- 2011年（平成23年）4月15日セントレジャーグループは、子会社の（株）セントレジャー・オペレーションズが運営するパブリックのセントレジャーゴルフクラブ札幌・スキー場をキタコー（株）の子会社・（株）マインズコーポレーションに売却。
- 2011年（平成23年）8月20日「ダイナスティゴルフクラブ北広島」に改称

## 所在地
- 北海道北広島市仁別152

## アクセス
- 道央自動車道北広島IC
- 札幌市内より車で約40分。
- 千歳線北広島駅からタクシー利用、約25分。